# Микалоюс Даукша

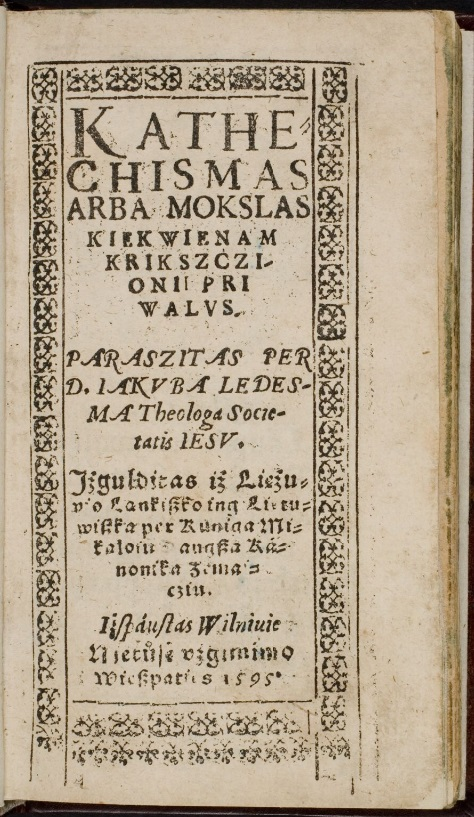
Титульна сторінка Катехизису Микалоюса Даукші, виданого в 1595 році

Мікалоюс Даукша (лит. Mikalojus Daukša; близько 1527, село Бабенаї, нині частина міста Кедайняй, Литва — 16 лютого 1613, Ворни, Литва) — священик, діяч контрреформації.

## Біографія
Ймовірно, що Мікалоюс Даукша навчався в одному з університетів Західної Європи. Відомостей про його освіту немає, але він добре розмовляв і писав литовською, латинською, польською мовами, розмовляв канцелярською мовою, якою користувалися у Великому князівстві Литовському.

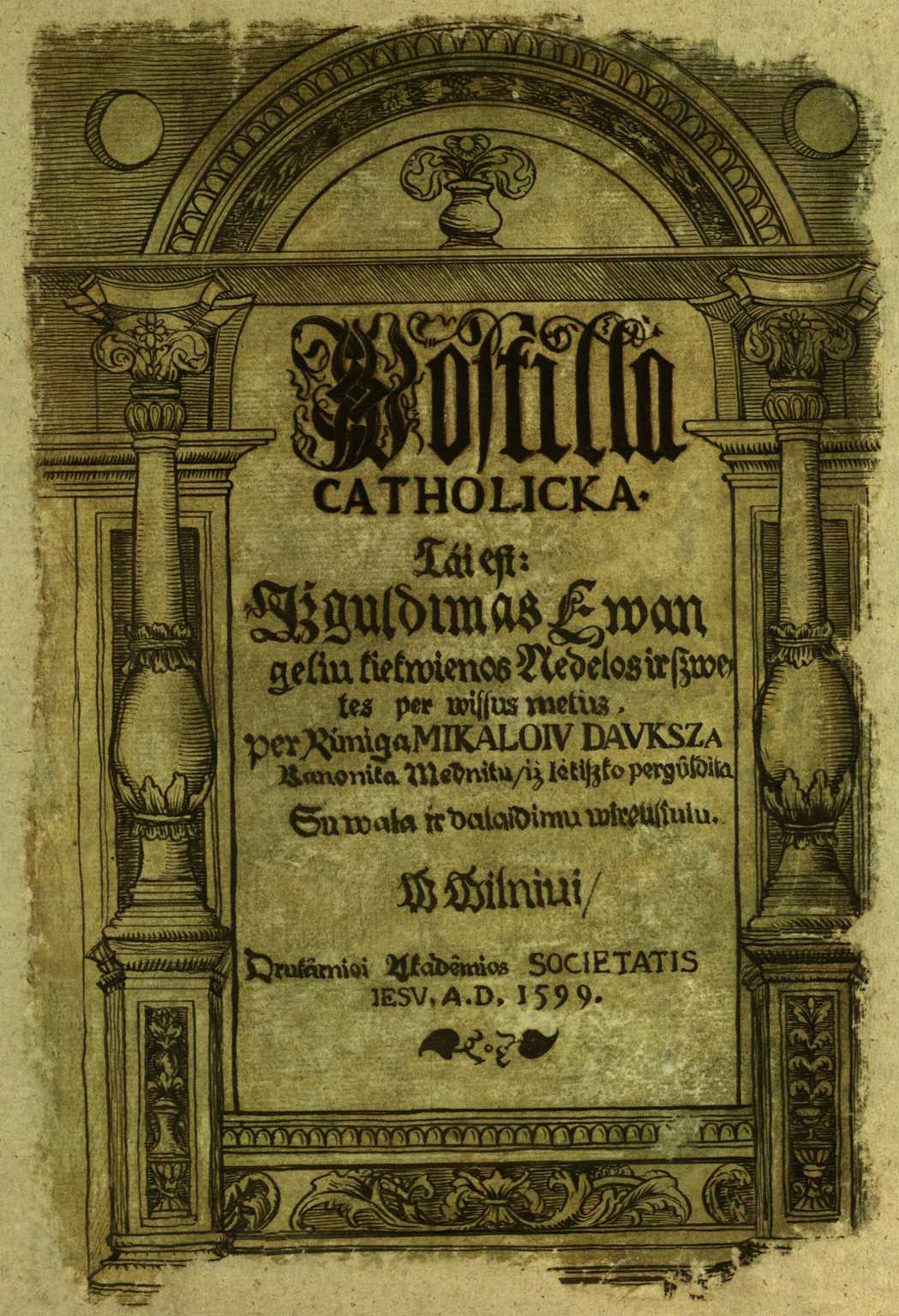
Титульна сторінка видання
Микалоюс Даукша. 1599

Він обіймав різні церковні посади в різних частинах Жемайтійського князівства: був пастором в Кракесі (1570—1572), каноніком жмудьського капітулу (1572—1585) та уря́дником (1585—1592). З 1592 року — священик у Бетигалі. Коли помер єпископ Михайло Гедройць (1420—1485) Мікалоюса Даукшу призначили адміністратором Жемайтійської єпархії (1609—1610).
Мікалоюс Даукша опублікував у Вільнюсі переклад катехизису іспанського єзуїта Й. Ледесма «Катехизис, або наука обов'язкова для кожного християнина» — найстарішу книгу, що збереглася, видану Великим князівством Литовським.
У 1599 році Даукша опублікував ще одну важливу працю — переклад литовською мовою збірки проповідей польською мовою ректора віленської єзуїтській колегії Якуба Вуєка, «Postilla catholica». До цього твору є дві передмови, одна латинською, інша польською. Вступне слово Даукші до цієї книги містить заклик захищати права литовської мови у Великому князівстві та дає коротке означення литовської нації та держави. Книга вважається ціннішою та важливішою, ніж Катехизис, і є однією з пам'яток литовської мови.

## Пам'ять
- Для вшанування пам'яті про Мікалоюса Даукшу його ім'ям було названо один з двориків ансамблю Вільнюського університету.
- У містечку Варняй 1999 року перед будівлею колишньої духовної семінарії (нині Музею Жемайтійського єпископства) встановили пам'ятник єпископу Мельхіору Гедройцеві та канонікові Мікалоюсу Даукші.